# De overstroming bij Port-Marly
De overstroming bij Port-Marly (Frans: L'inondation à Port-Marly) is een van de zes schilderijen die Alfred Sisley maakte van een overstroming in Le Port-Marly in het voorjaar van 1876. Het werk was waarschijnlijk te zien op de tweede tentoonstelling van de impressionisten later dat jaar. Sinds 1986 maakt het deel uit van de collectie van het Musée d'Orsay in Parijs. Dit museum bezit nog een tweede schilderij uit de serie: Boot in de overstroming bij Port-Marly (La barque pendant l'inondation, Port-Marly).

## Voorstelling
In 1874 verhuisde Sisley voor enige tijd naar Marly-le-Roi, een ongeveer 20 km westelijk van Parijs gelegen stadje. Hij legde de omgeving op een groot aantal doeken vast. De schilderijen van de buiten haar oevers getreden Seine bij Port-Marly vormen daarvan een hoogtepunt. Een week voor de dood van Sisley, roemt Camille Pissarro in een brief aan zijn zoon in het bijzonder een van deze werken. De overstroming bij Port Marly was ook een van de eerste werken van Sisley die bij een veiling een goede prijs opleverden.
Beide schilderijen vallen in de eerste plaats op omdat de dramatiek die vaak met natuurrampen gepaard gaat, hier volstrekt afwezig is. De schetsmatig geschilderde mensen in de bootjes lijken hun dagelijkse bezigheden uit te voeren. Sisley was net als Monet weinig geïnteresseerd in menselijke figuren op zijn schilderijen. Zijn oeuvre bestaat vrijwel uitsluitend uit landschappen. Ook op beide werken in het Musée d'Orsay nemen de rivier en de lucht de meeste plek in. Het water is geschilderd met brede penseelstroken, in een poging de steeds veranderende reflecties weer te geven. De lucht is op Boot in de overstroming bij Port-Marly duidelijk lichter geschilderd dan op De overstroming bij Port-Marly, met zijn dreigende, grijze wolken. Het huis, waarin een wijnhandel gevestigd was, is op beide doeken gedetailleerder weergegeven.

## Herkomst
De overstroming bij Port-Marly:
- Het schilderij is achtereenvolgens in bezit van Legrand, Paindeson, Pellerin en Adolphe Tavernier, allen in Parijs.
- 6 maart 1900: gekocht door graaf Isaac de Camondo, Parijs voor 45.150 frank.
- 1911: nagelaten aan het Musée du Louvre, waar het vanaf 1914 tentoongesteld wordt.
- 1947: overgebracht naar de Galerie nationale du Jeu de Paume
- 1986: overgebracht naar het Musée d'Orsay

Boot in de overstroming bij Port-Marly:
- Het schilderij is in bezit van Ernest Hoschedé, eigenaar van een warenhuis en verzamelaar van de impressionisten.
- 5 juni 1878: de kunsthandelaar Durand-Ruel koopt het werk.
- 17 maart 1893: verkocht aan graaf Isaac de Camondo. Vervolgens als boven.

## Afbeeldingen

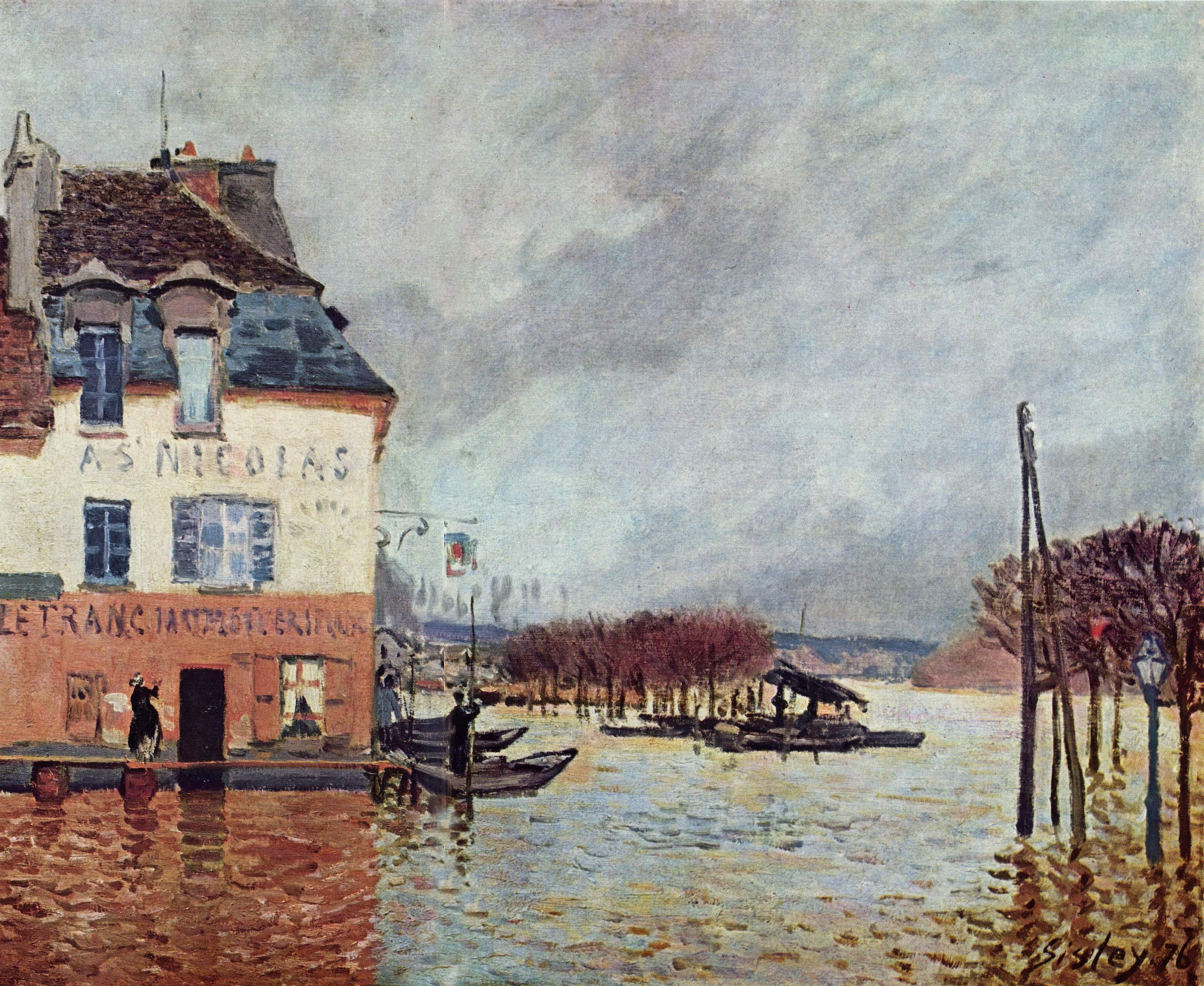
De overstroming bij Port-Marly Musée des Beaux-Arts de Rouen